# Trooper (groupe de rock)
Ne doit pas être confondu avec Trooper (groupe de heavy metal).
Trooper est un groupe de rock canadien qui s'est développé à partir d'un groupe formé par le parolier Ramon McGuire et le guitariste Brian Smith en 1975. Le groupe est principalement connu pour ses tubes au Canada :  "Raise a Little Hell", "We're Here for a Good Time (Not a Long Time)", "The Boys in the Bright White Sports Car", "General Hand Grenade", "3 Dressed Up as a 9", "Janine", "Two for the Show", "Oh, Pretty Lady" et "Santa Maria".

## Membres

### Membres actuels
- Ra McGuire : paroles, harmonica, guitare acoustique
- Brian Smith : guitare
- Gogo : claviers
- Scott Brown : basse
- Clayton Hill : batterie

### Anciens membres

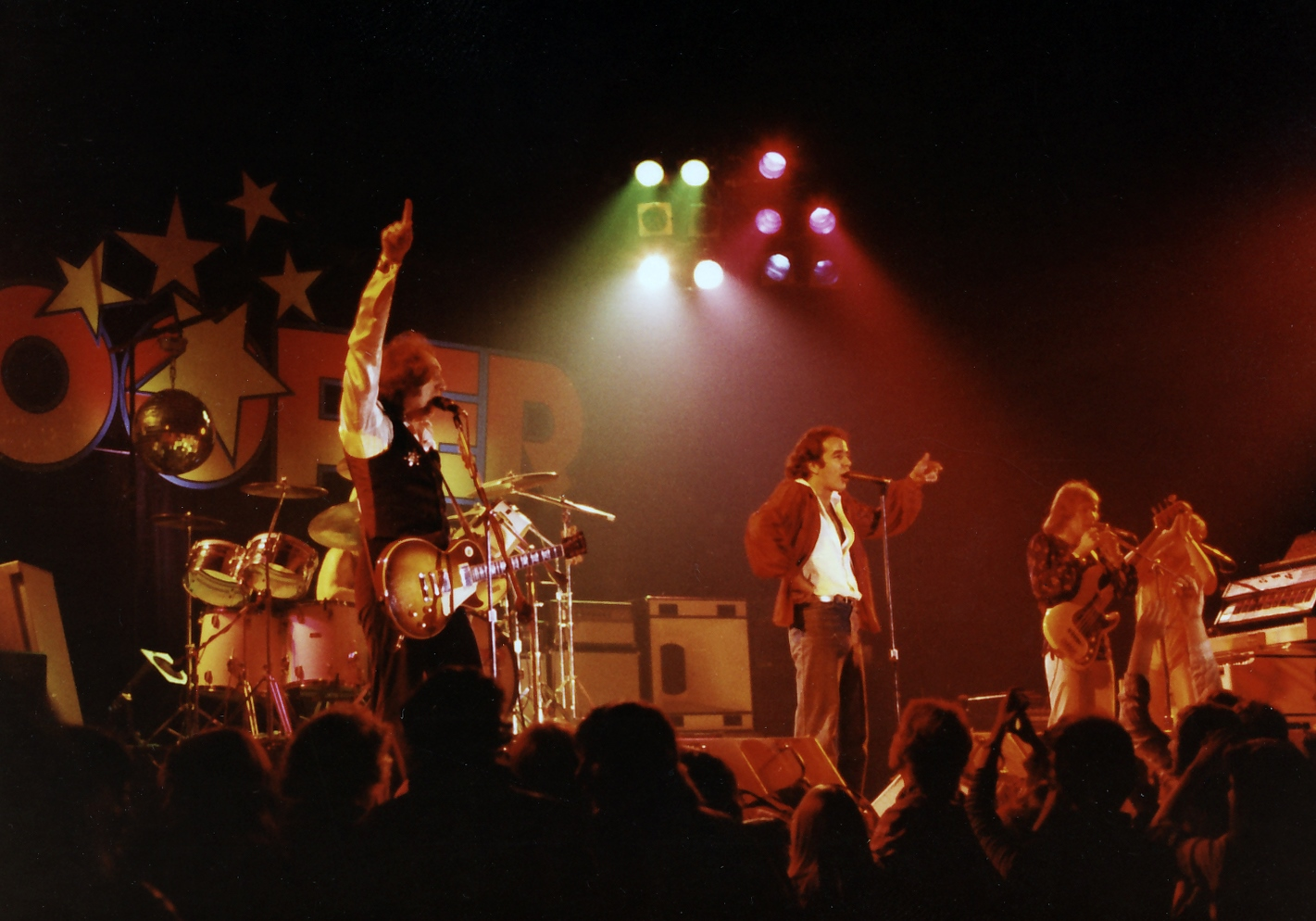
Trooper en concert en 1975.

- Tommy Stewart : batterie[1]
- Harry Kalensky : basse[1]
- Frank Ludwig : claviers[1]
- Doni Underhill : basse[1]
- Rob Deans : claviers[1]
- Marc LaFrance : batterie
- Ronnie Baran : batterie
- John Dryden : basse
- Richard Sera : claviers
- Aaron Anderson : batterie
- Blaine Smith : claviers[1]
- Larry Church : basse[1]
- Mike Schmidt : batterie[1]
- John Stoltz : batterie
- Tony Ferraro : batterie
- Timothy B. Hewitt : basse
- Lance Chalmers : batterie[1]
- Frankie Baker : batterie[1]

## Discographie

### Albums
- Trooper, paru chez MCA le 1er juillet 1975.
- Two for the Show paru chez MCA le 26 juin 1976.
- Knock 'Em Dead Kid, paru chez MCA le 8 juin 1977.
- Thick as Thieves, paru chez MCA le 19 juin 1978.
- Flying Colors, paru chez MCA le 4 septembre 1979.
- Untitled, paru chez MCA le 4 octobre 1980.
- Money Talks, paru chez RCA le 1er avril 1982.
- The Last of the Gypsies, paru chez Great Pacific Records le 29 mai 1989.
- Ten, paru chez Great Pacific Records le 5 juin 1991.

### Compilations
- Hot Shots, paru chez MCA le 5 mars 1979.
- Hits from 10 Albums, paru chez Universal Music Canada le 1er juillet 2010.

### Singles
- 1975 :"Baby Woncha Please Come Home" (Trooper)
- 1976 : "General Hand Grenade"
- "Two For the Show" (Two For the Show)
- "Santa Maria"
- 1977 : "We're Here For A Good Time (Not a Long Time)" (Knock 'Em Dead Kid)
- 1978 : "Oh, Pretty Lady"
- "Raise a Little Hell" (Thick As Thieves)
- "Round Round We Go"
- 1979 : "The Moment That it Takes"
- "The Boys in the Bright White Sports Car" (Hot Shots)
- "3 Dressed Up As 9"  (Flying Colors)
- 1980 : "Janine"
- "Good Clean Fun"
- "Real Canadians" (Untitled)
- 1980 : "Are You Still My Baby" (Untitled)
- "Laura" 	— 	—
- 1982 : "Only a Fool" 	(Money Talks)
- "Money Talks" 	—
- "Ready for the Nite"/"It Comes and it Goes" 	—
- "Could've Been Me" 	—
- 1989 	"Boy With A Beat" (The Last of the Gypsies)
- "The Best Way (to Hold A Man)" (The Last of the Gypsies)
- 1991 : "American Dream" (Ten)